# Gerónimo Felipe Lissi
Gerónimo Felipe Lissi (Rosario, provincia de Santa Fe, Argentina; 2 de febrero de 1995) es un exfutbolista argentino. Jugaba como mediocampista central y su primer equipo fue Unión de Santa Fe. Su último club antes de retirarse fue Gualaceo de Ecuador.

## Trayectoria
Oriundo de Rosario, Gerónimo Felipe Lissi comenzó su carrera en Tiro Federal, para luego sumarse a Unión de Santa Fe. En el equipo tatengue alternó divisiones inferiores con Liga Santafesina, siendo una pieza clave del equipo que se consagró campeón en 2014 de la mano de Ramón Centurión. En ese mismo año tuvo su debut como profesional en la Primera B Nacional, ya que el 6 de junio fue titular en el empate 1-1 contra Banfield en el "15 de Abril".
En el Torneo de Transición 2014 formó parte del plantel que logró el ascenso a la Primera División, sin embargo no sumó minutos y sólo integró el banco de suplentes en la derrota 3-1 ante Sportivo Belgrano. Ya en Primera División, realizó la pretemporada con el plantel profesional pero jugó mayormente en el equipo de Reserva, hasta que llegó la última fecha. Allí, el técnico Leonardo Madelón decidió preservar a varios futbolistas titulares de cara a la Liguilla pre-Sudamericana, lo que le dio la chance de jugar su primer y único partido en Primera: con la camiseta número 34, fue titular en la derrota 2-0 ante Estudiantes de La Plata.
En enero de 2016, el jugador deja Unión, ya que el club santafesino no estaba dispuesto a desembolsar los 100 mil dólares acordados con Tiro Federal (institución desde donde Felipe Lissi llegó siendo un juvenil) en caso de hacerle primer contrato. Si bien parecía que el volante volvería a su club de origen, finalmente logra sumarse a Temperley, donde solamente integró el plantel de Reserva y no fue tenido en cuenta para el equipo de Primera.
Ya desvinculado del Gasolero, a principios de 2017 surge la chance de probar suerte en el exterior, ya que es contratado por Gualaceo de la Serie B de Ecuador junto a sus compatriotas Federico Laurito y Lucas Colitto. En el Guala fue titular casi indiscutido, jugando no sólo en su posición de volante central, sino también como marcador central.

## Clubes
| Club              | País      | Año       |
| ----------------- | --------- | --------- |
| Unión de Santa Fe | Argentina | 2014-2015 |
| Temperley         | Argentina | 2016      |
| Gualaceo          | Ecuador   | 2017      |

### Estadísticas
- Actualizado al final de su carrera deportiva

| Club                | Div.                | Temporada           | Liga | Liga | Copa Nacional | Copa Nacional | Copa Internacional | Copa Internacional | Total | Total |
| Club                | Div.                | Temporada           | PJ   | G    | PJ            | G             | PJ                 | G                  | PJ    | G     |
| ------------------- | ------------------- | ------------------- | ---- | ---- | ------------- | ------------- | ------------------ | ------------------ | ----- | ----- |
| Unión Argentina     |                     |                     |      |      |               |               |                    |                    |       |       |
| 2.ª                 | 2013/14             | 1                   | 0    | 0    | 0             | -             | -                  | 1                  | 0     |       |
| 2.ª                 | 2014                | 0                   | 0    | -    | -             | -             | -                  | 0                  | 0     |       |
| 1.ª                 | 2015                | 1                   | 0    | 0    | 0             | -             | -                  | 1                  | 0     |       |
| Total               | Total               | 2                   | 0    | 0    | 0             | -             | -                  | 2                  | 0     |       |
| Temperley Argentina |                     |                     |      |      |               |               |                    |                    |       |       |
| 1.ª                 | 2016                | 0                   | 0    | 0    | 0             | -             | -                  | 0                  | 0     |       |
| 1.ª                 | 2016/17             | 0                   | 0    | 0    | 0             | -             | -                  | 0                  | 0     |       |
| Total               | Total               | 0                   | 0    | 0    | 0             | -             | -                  | 0                  | 0     |       |
| Gualaceo · Ecuador  |                     |                     |      |      |               |               |                    |                    |       |       |
| 2.ª                 | 2017                | 42                  | 4    | -    | -             | -             | -                  | 42                 | 4     |       |
| Total               | Total               | 42                  | 4    | -    | -             | -             | -                  | 42                 | 4     |       |
| Total en su carrera | Total en su carrera | Total en su carrera | 44   | 4    | 0             | 0             | -                  | -                  | 44    | 4     |

## Palmarés
| Título                     | Club              | País      | Año  |
| -------------------------- | ----------------- | --------- | ---- |
| Ascenso a Primera División | Unión de Santa Fe | Argentina | 2014 |